# Kotlet schabowy
Kotlet schabowy [ˈkɔtlɛt sxaˈbɔvɨ] là một món ăn Ba Lan với nhiều thịt lợn chiên xù bọc bằng vụn bánh mì tương tự như Schnitzel của người Vienn, nhưng làm bằng thăn lợn (với xương hoặc không có xương), hoặc với chả chìa. Ngoài ra còn có sự đa dạng của phiên bản Ba Lan là có thịt ức gà được phủ bằng vụn bánh mì, trông có vẻ tương tự nhau, hoặc món thịt gà tây cắt nhỏ phủ vụn bánh mì (kotlet z indyka [ˈkɔtlɛt z inˈdɨka]) thực hiện theo cách tương tự.
Lịch sử của món thịt cốt lết Ba Lan schabowy này quay ngược đến thế kỷ 19. Bộ sưu tập công thức nấu ăn khác nhau cho cốt lết như schabowy là đặc trưng trong sách dạy nấu ăn bởi Lucyna Ćwierczakiewiczowa có tiêu đề 365 obiadów za Piec złotych (365 bữa tối cho Năm Zloty) được viết vào năm 1860, nhưng sách dạy nấu ăn đã thất lạc từ 1786 của Wojciech Wielądek gọi Kucharz doskonały (The Perfect Chef), do đó, gợi ý rằng món ăn không được biết đến (hoặc ít nhất, không phổ biến) trước thế kỷ 19. Thành phần tiêu biểu bao gồm: trứng, mỡ lợn hoặc dầu, gia vị, thăn lợn có hoặc không có xương, vụn bánh mì và bột mì.
Thịt lợn thăn được cắt thành lát 1 inch và giã nhỏ bằng vồ cho đến khi nó trở nên mỏng và mềm hơn. Nó được ướp trong sữa và hành tây. Trứng và gia vị được kết hợp trên một đĩa riêng và đánh nhẹ. Thịt được nhúng trong bột, sau đó trong trứng, và sau đó được phủ trong vụn bánh mì. Dầu được làm nóng trong chảo rán cho đến khi nó bắt đầu xèo xèo và thịt được đặt lên trên, sau đó lật lại vài lần. Phục vụ nóng. Kotlet schabowy có thể được phục vụ với khoai tây nấu chín, khoai tây nghiền, nấm xào, rau nấu chín (bắp cải xào), với salad hoặc với xà lách trộn.